# José Manuel Martínez-Lage
José Manuel Martínez-Lage (Betanzos, La Coruña, 9 de julio de 1935-Pamplona, 24 de junio de 2024) fue un médico y neurólogo español, pionero en la puesta en marcha de la neurología en España. Fue especialista en epilepsia, en la enfermedad de Parkinson y en la enfermedad de Alzheimer y director del Departamento de Neurología de la Clínica Universidad de Navarra (1966-1993).

## Biografía
José Manuel Martínez-Lage nació en la localidad coruñesa de Betanzos (1935). Tras licenciarse en medicina en la Universidad de Santiago de Compostela (1959), completó su formación universitaria con el doctor Javier Teijeira, especializándose en electroencefalografía clínica, primero en Santiago de Compostela y luego en Pamplona. Posteriormente continuó su formación en el hospital de la Pitié-Salpêtriere (París), con el profesor Garcin, y en la Escuela de Medicina GKT del King's College de Londres con el profesor Marsden. Se doctoró en la Universidad de Navarra (1967).
En 1966 se trasladó a Pamplona, donde fue nombrado director del recientemente constituido departamento de Neurología y Neurocirugía (1966-1993). Con una apuesta decidida por la investigación, situó al departamento entre los centros de neurología españoles más prestigiosos.
En los años 70 centró sus estudios en la enfermedad del Parkinson, sin abandonar su especialización mayor: la neurofarmacología. Publicó con el profesor Flórez la obra Neurofarmacología fundamental y clínica. Desde 1987 dedicó su actividad clínica e investigadora al Alzheimer y demencias afines.
Viajó a Roma (10 de julio de 1994) para reconocer médicamente a Juan Pablo II y confirmar el diagnóstico de Parkinson que había emitido el doctor Renato Buzzonetti, médico personal del Papa.
Publicó cerca de ochocientos títulos entre libros, capítulos y artículos originales, y formó a más de cien residentes en su especialidad.
Casado con Amalia Álvarez Moreno, tuvo ocho hijos.

## Asociaciones
- Presidente de la Liga Española contra la Epilepsia
- Secretario de la Commission on Classification and Terminology de la Liga Internacional contra la Epilepsia (ILAE)
- Presidente de la European Association for Clinical Neuropharmacology
- Director de la red internacional del Consortium for Establishing a Registry of Alzheimer Disease (CERAD)
- Vicepresidente de la World Federation of Neurology
- Presidente de la Sociedad Española de Neurología

## Distinciones
- Cruz de la Orden Civil de Alfonso X el Sabio[14]